# Brazzaleyrodes eriococciformis
Brazzaleyrodes eriococciformis là một loài côn trùng cánh nửa trong họ Aleyrodidae, phân họ Aleyrodinae.
Brazzaleyrodes eriococciformis được Cohic miêu tả khoa học đầu tiên năm 1966.